# Rosa di Lutero

La Rosa di Lutero

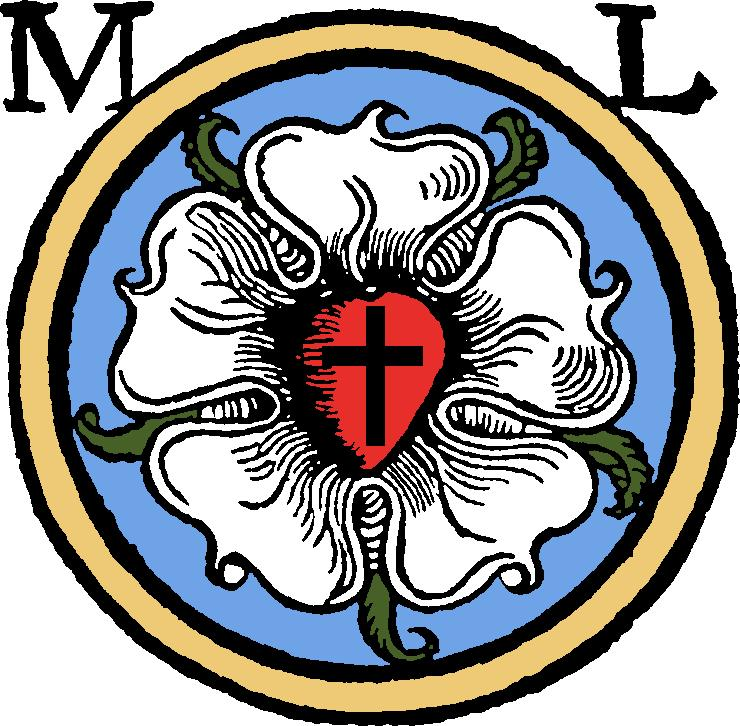

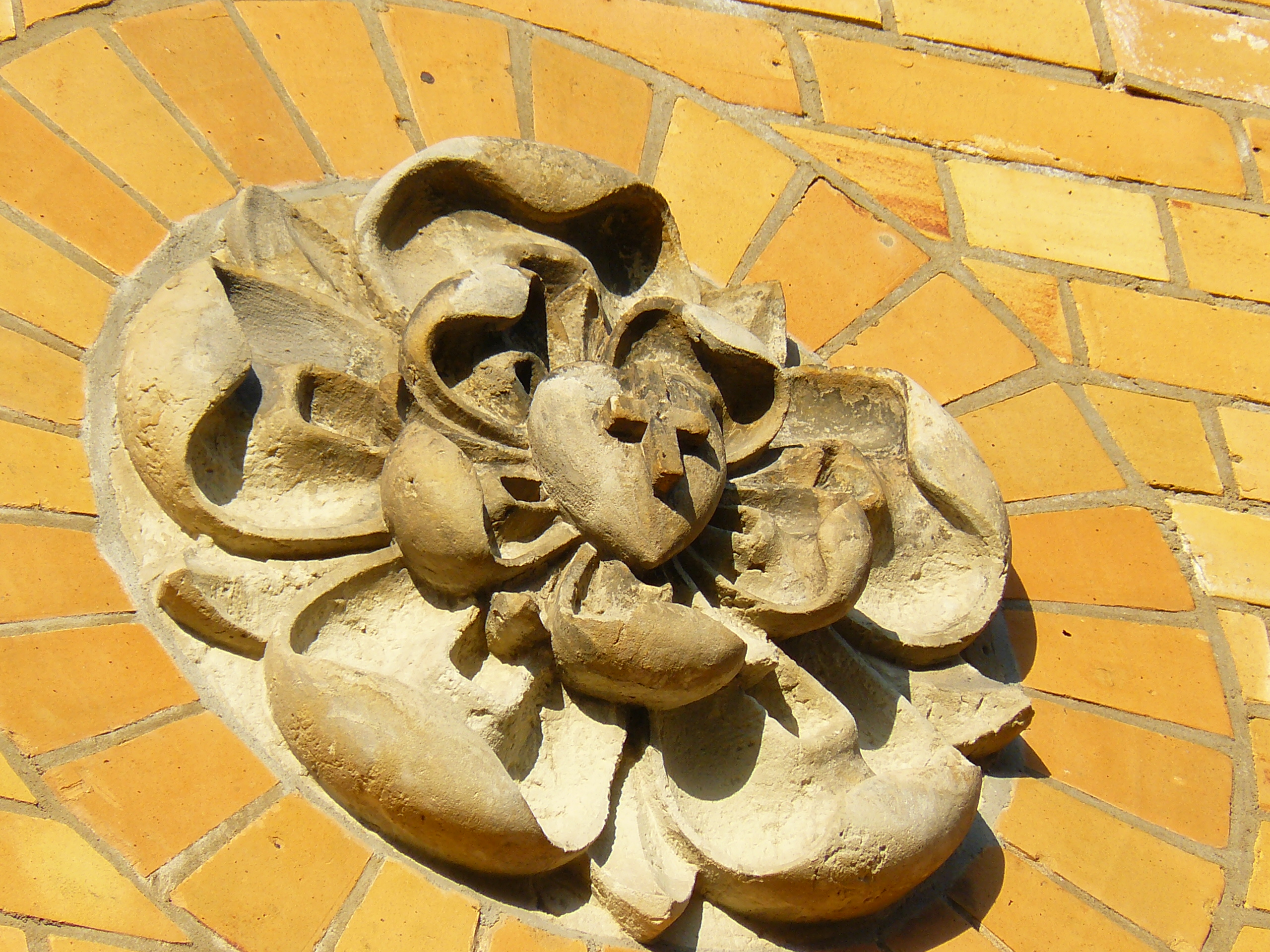
Sulla Friedenskirche di Gohlis (Lipsia)

La Rosa di Lutero, o Stemma di Lutero, è il simbolo riconosciuto del luteranesimo.

## Il contesto e il simbolo
Nel 1530, Lutero era partito da Wittenberg il 3 aprile con Melantone e Jonas per raggiungere Augusta dove era in corso l'omonima dieta. Dopo un viaggio di dieci giorni (durante la quale aveva predicato sei volte), arrivò a Coburgo, ove venne raggiunto dai legati dell'Elettore. La dieta venne però rinviata in quanto Carlo V si trovava ancora a Mantova. L'Elettore decise nel frattempo che Lutero non avrebbe partecipato alla dieta in quanto troppo pericoloso uscire allo scoperto fuori dai suoi territori, essendo ancora in vigore il bando imperiale. Giovanni chiese al Consiglio della città di Norimberga, luogo vicino ad Augusta e anch'essa convertita al luteranesimo, di ospitarlo ma questi declinarono con rispetto, precisando che non volevano comunque uscire dallo schieramento protestante. Lutero rimase dunque a Coburgo e nella notte tra il 23 e il 24 venne spostato nel castello della città. La fortezza divenne una seconda Wurtburg, fortezza in cui anni addietro Lutero era stato nascosto.

Lutero intrattenne una fitta corrispondenza e l'Elettore chiese a  Latzarus Spengler di progettare un sigillo per autenticare le lettere di Lutero. In una lettera del 8 luglio 1530 indirizzata a Latzarus Spengler, Lutero spiegò il significato della rosa, simbolo del sigillo in progettazione:
(WA, Luthers Briefwechsel, 5. Band, S. 444f (Nr. 1628))
«Prima dev'esserci una croce: nera nel cuore, che ha il suo colore naturale, affinché io mi ricordi che la fede nel Crocifisso ci rende beati. Poiché il giusto vivrà per fede, per la fede nel Crocifisso. Ma il cuore deve trovarsi al centro di una rosa bianca, per indicare che la fede dà gioia, consolazione e pace; perciò la rosa dev'essere bianca e non rossa, perché il bianco è il colore degli spiriti e di tutti gli angeli. La rosa è in campo celeste, che sta per la gioia futura. Il campo è circondato da un anello d'oro, per indicare che tale beatitudine in cielo è eterna e che non ha fine e che è anche più eccellente di tutte le gioie e i beni, così come l'oro è il minerale più pregiato, nobile ed eccellente.»
Lutero con questo simbolo espresse il compendio della sua teologia e della sua fede.

## Prima del 1530
Nel 1519 viene pubblicata da Wolfgang Stöckel a Lipsia un discorso di Lutero con una immagine che rappresentava una rosa di Lutero. Sull'anello del dottorato il simbolo della Heiliger Geist.

## Stemmi con la rosa
Viene usata in diversi stemmi. La rosa è una figura araldica diffusa.

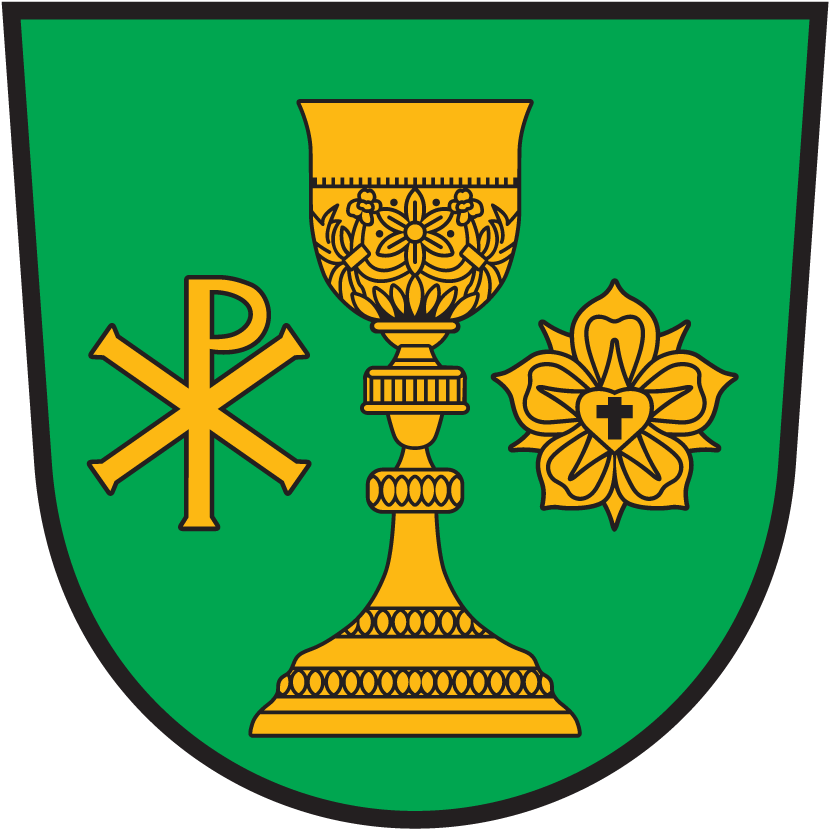
Arriach
Kirchberg-Thening
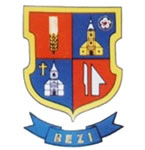
Bezi (Ungarn)
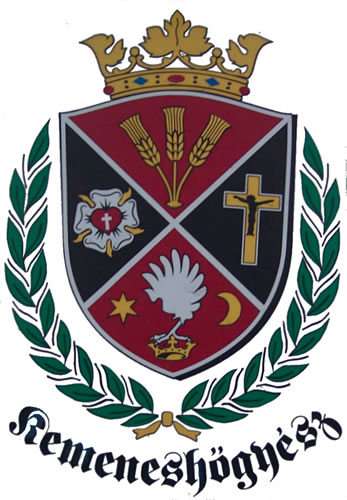
Kemeneshőgyész (Ungarn)
Kötcse (Ungarn)
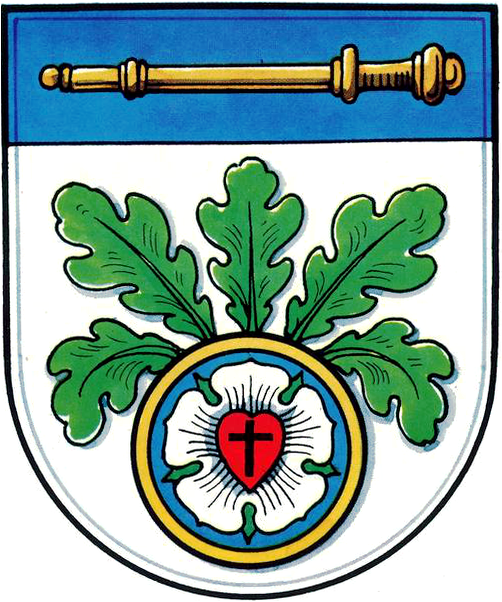
Langenholtensen
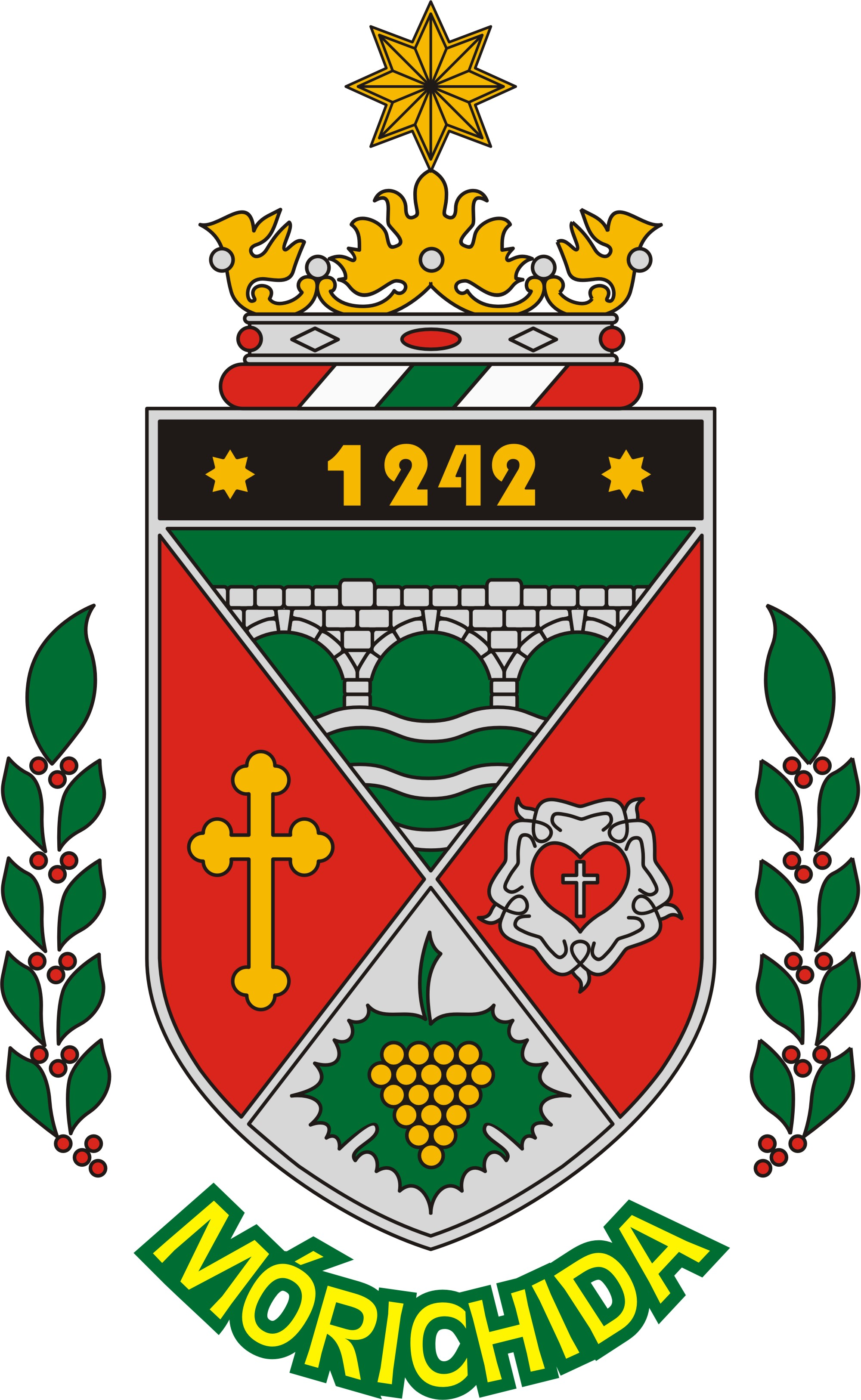
Mórichida (Ungarn)
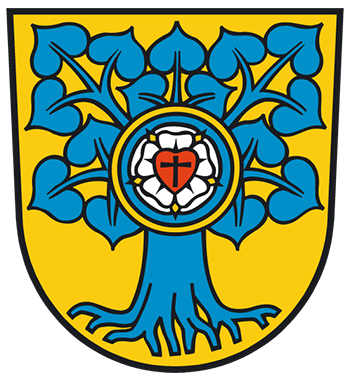
Möhra
Neuendettelsau
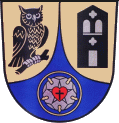
Nohra (bei Weimar)
Rodgau
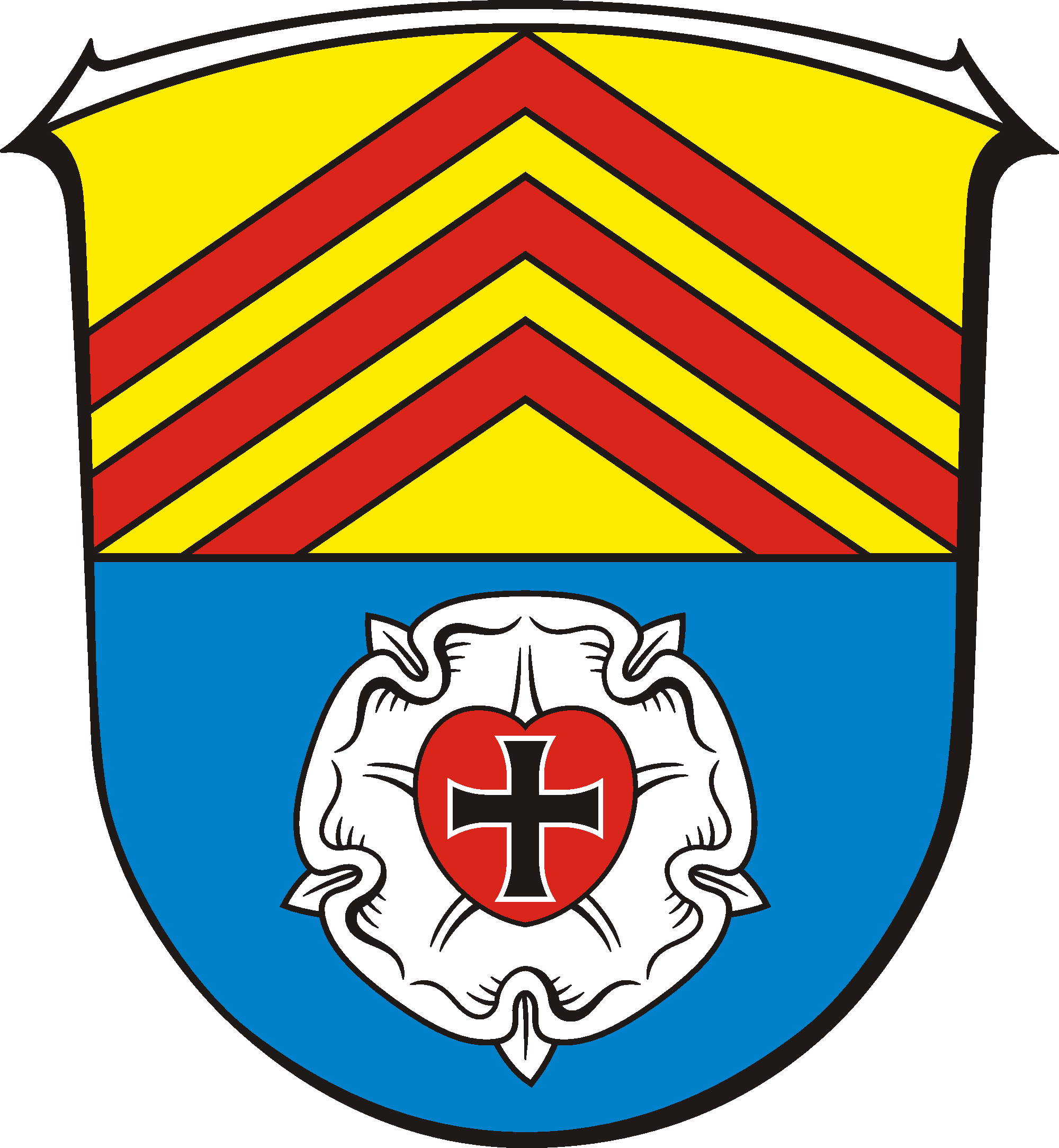
Rodgau-Dudenhofen (Stadtteil)
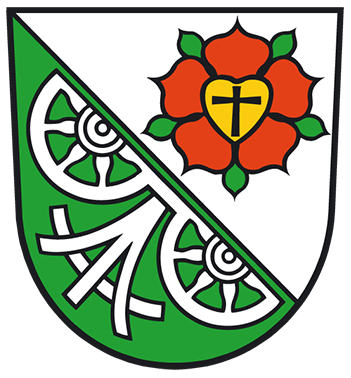
Sünna
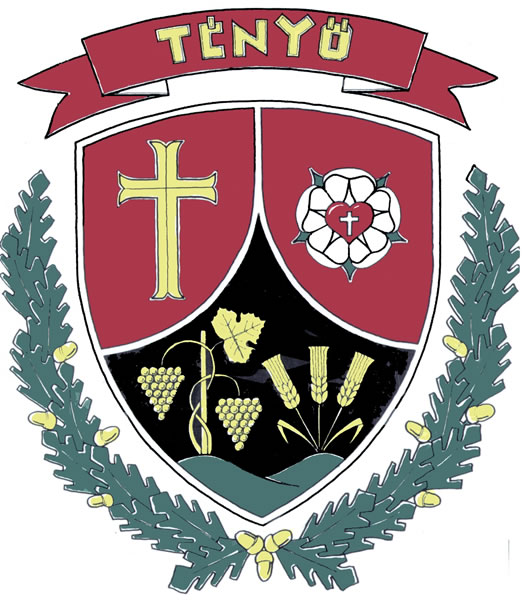
Tényő (Ungarn)
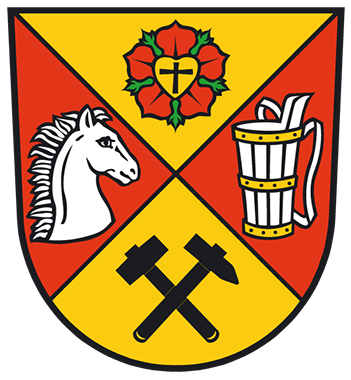
Unterbreizbach
Wain

In diversi stemmi ungheresi vi è la rosa di Lutero come in quelli di Dunaegyháza, Kajárpéc, Kemeneshőgyész e Malomsok.

## Giubileo del 500°
Per il Reformationsjubiläum 2017 è stata coniata una moneta da 50 Euro in oro. Sul lato la Lutherrose e la citazione:

## Premi
La Internationale Martin Luther Stiftung premia con la Luther-Rose personalità della „die reformatorische Tradition von Freiheit und Verantwortung für das Gemeinwohl eingesetzt haben“. Il primo premio venne assegnato nel 2008 a Heinz-Horst Deichmann.

## Altro

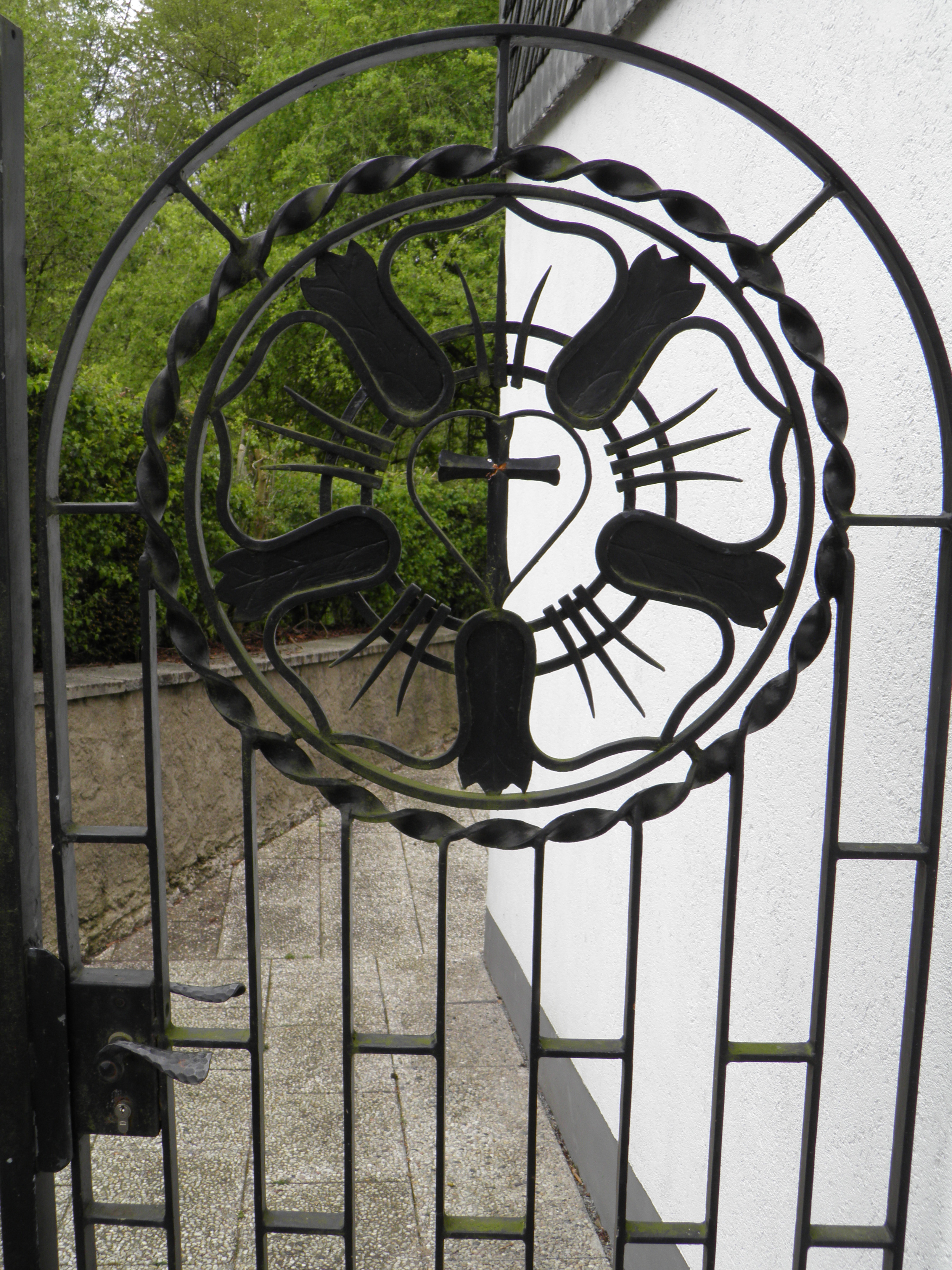
Cancello verso il Kirchgarten Goldenberg

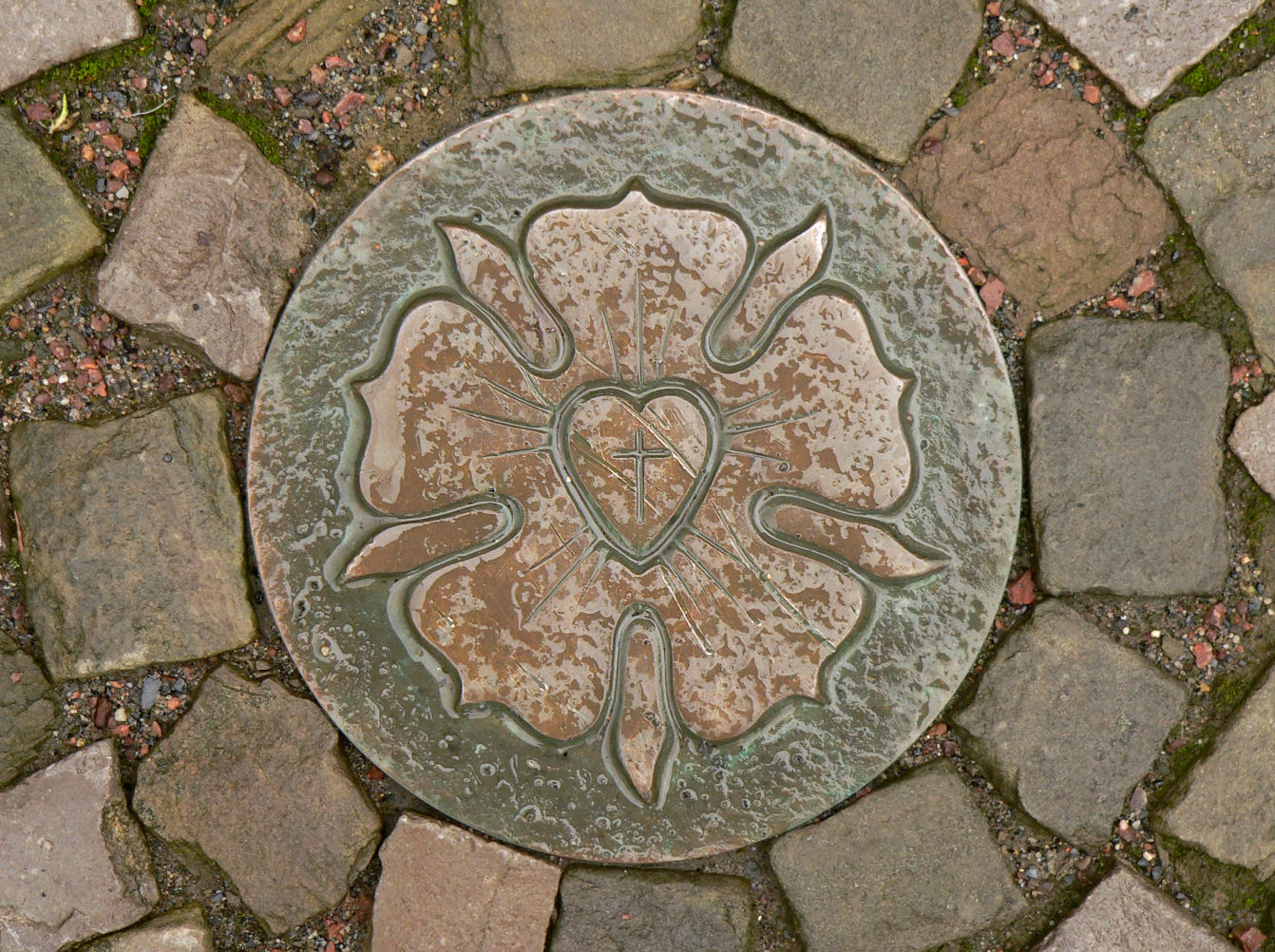
Rosa di Lutero Bodenpflaster a Eisleben

La Lutheriden-Vereinigung, ha il simbolo della Lutherrose.